# Франкфурт, Моисей Израилевич
Моисей Израилевич Франкфурт (1908, Сатанов, Проскуровский уезд, Подольская губерния, ныне Городокского района Хмельницкой области — 1977) — советский нефролог, основатель нефрологии в Донбассе. Доктор медицинских наук (1962). Профессор (1963).

## Биография
Родился в Сатанове. Младший брат доктора медицинских наук, профессора Александра Израилевича Франкфурта (1904—1977). Ученик академика Н. Д. Стражеско. В 1962 году защитил докторскую диссертацию «Диффузный джейд в клинике и эксперименте». В 1963 году присвоено звание профессора. Был членом КПСС (от 1944 года).
До войны работал врачом в Виннице, был ассистентом на кафедре терапии Винницкого медицинского института. Профессор Юрий Мостовой, рассказывая о работе кафедры терапии в 1936—1941 годах, отмечает: «Кафедра базировалась в областной больнице им. М. Пирогова. Заведовал кафедрой профессор Борис Соломонович Шкляр. Это был период становления и одновременно период творческого взлета кафедры. Ассистентами работали опытные практические врачи, чьи фамилии хорошо знали в городе — У. Э. Галавский, В. Н. Кутилек, М. Н. Лагун, Н. Франкфурт, Б. Л. Френкель, С. Н. Трактирщик. Все как один эрудиты, которые разбирались не только в медицине, но и в литературе, искусстве, музыке. Именно они с молодым, энергичным профессором становятся инициаторами проведения областных, городских, районных больничных конференций. Они организуют огромную просветительную работу среди населения, они сплачивают вокруг себя медицинскую общественность города».
В 1932 году окончил Киевский медицинский институт и работал в нем до 1951 года ассистентом, доцентом. Харитон Берман вспоминал: «Учась в Киевском медицинском институте, я находился в дружественных отношениях с доцентом этого института Моисеем Франкфуртом, несмотря на то, что он был старше меня на много лет. Нас с ним объединяла любовь к родному языку идиш. Мы всегда, когда позволяли обстоятельства, могли часами разговаривать на идиш про еврейскую культуру и литературу. В молодости профессор Моисей Франкфурт был ярым сторонником поалей-ционистов. Он был лично знаком с Бером Бороховым и был его большим поклонником. До 1963 года, когда могила его находилась на Лукьяновском кладбище в Киеве.».
От 1951 года работал в Донецком медицинском институте (ныне Донецкий национальный медицинский университет имени М. Горького). Заведующий кафедрой пропедевтики внутренних болезней в 1951—1976 годах. Разработал учебные программы по пропедевтики внутренних болезней для студентов педиатрического и медико-профилактического (санитарно-гигиенического) факультетов. Автор четырех учебных пособий, организатор биохимической кафедральной лаборатории. Читал курс «Диагностика и терапия внутренних болезней».
Среди учеников — доктор медицинских наук Яков Оберемченко, который возглавлял кафедру пропедевтики внутренних болезней после своего учителя (в 1976—1991 годах).
Избирался заместителем председателя Донецкого областного терапевтического общества, председателем Донецкого областного кардиоревматологического комитета.

## Награды
Награжден орденами Трудового Красного Знамени, Отечественной войны первой и второй степени, Красной Звезды, медалью «За боевые заслуги».

## Работы
Автор более 40 печатных работ, в частности монографий «Липоидный нефроз» (Киев, 1947; под редакцией и с предисловием академика Николая Стражеско) и «Морфология диффузного нефрита» (Донецк, 1958), разделов в Советской медицинской энциклопедии «Азотемия» и «Протеинемия».
Основная работа:
- «Франкфурт М. Ы.» Морфология диффузного нефрита. — Сталино, 1958.

В этой монографии ученый не только детально описал морфологию диффузного нефрита, но и провел клинико-анатомический анализ заболевания на разных этапах его развития.